# Szewczenko (hromada Dobropilla)
Szewczenko (ukr. Шевченко) – osiedle na Ukrainie, w obwodzie donieckim, w rejonie pokrowskim, w hromadzie Dobropilla. W 2001 liczyło 552 mieszkańców, spośród których 450 wskazało jako ojczysty język ukraiński, 90 rosyjski, 2 mołdawski, 2 białoruski, 1 gagauski, a 7 inny.